# Neil Tennant
Neil Francis Tennant (* 10. července 1954) je anglický hudebník, zpěvák, skladatel, hudební novinář a spoluzakladatel synth-popového dua Pet Shop Boys, které vytvořil s Chrisem Lowem v roce 1981. Byl také novinářem pro Smash Hits a byl asistentem redaktora časopisu v polovině 80. let. Tennant jako dítě navštěvoval gymnázium sv. Cuthberta, katolickou školu všech chlapců v Newcastle Upon Tyne. Tennantovy písně „This Must Be The Place I Waited Years To Leave“ a „It's A Sin“ odkazují na jeho raný život v katolické škole a na přísnou výchovu. Tennant je otevřený gay a přiznal svou sexualitu v rozhovoru z roku 1994 v časopise Attitude. Ve Smash Hits mu vznikla příležitost odjet do New Yorku, aby pohovořil s The Police. Zatímco byl v New Yorku, Tennant uspořádal setkání s Bobbym Orlandem, producentem, kterého obdivoval jak on, tak i Lowe. Tennant zmínil, že ve svém volném čase píše písně, a Orlando souhlasil, že si s ním a Lowe nahraje nějaké skladby. Orlando následně produkoval první singl Pet Shop Boys, „West End Girls“.